# Bistum San Martín
Das Bistum San Martín (lat.: Dioecesis Foromartiniensis, span.: Diócesis de San Martín) ist eine in Argentinien gelegene römisch-katholische Diözese mit Sitz in San Martín.

## Geschichte
Das Bistum San Martín wurde am 10. April 1961 durch Papst Paul VI. mit der Päpstlichen Bulle Hispanis linguae aus Gebietsabtretungen des Bistums Morón und des Bistums San Isidro errichtet und dem Erzbistum Buenos Aires als Suffraganbistum unterstellt. Am 11. Juli 1978 gab das Bistum San Martín Teile seines Territoriums zur Gründung des Bistums San Miguel ab.

## Bischöfe von San Martín
- Manuel Menéndez, 1961–1991
- Luis Héctor Villalba, 1991–1999, dann Erzbischof von Tucumán
- Raúl Omar Rossi, 2000–2003
- Guillermo Rodríguez-Melgarejo, 2003–2018
- Miguel Ángel D’Annibale, 2018–2020
- Martín Fassi, seit 2020